# Іноуе Косей
Іноуе Косей  (яп. 井上 康生, 15 травня 1978) — японський дзюдоїст, олімпійський чемпіон.

## Виступи на Олімпіадах
| Олімпіада   | Дисципліна                  | Місце  |
| ----------- | --------------------------- | ------ |
| Сідней 2000 | дзюдо, напівважка категорія | 1      |
| Афіни 2004  | дзюдо, напівважка категорія | участь |

## Зовнішні посилання
- Досьє на sport.references.com [Архівовано 24 вересня 2008 у Wayback Machine.]